# Montearagón
Montearagón es un municipio español de la provincia de Toledo, en la comunidad autónoma de Castilla-La Mancha. Cuenta con una población de 520 habitantes (INE 2017).

## Toponimia
El término "Montearagón" se compone de un nombre común, monte, que deriva del latín MONTEM, y del nombre propio Aragón, hidrónimo prerromano.

## Geografía
El municipio se encuentra situado «en ladera, rodeado por pequeños cerros» en el Valle del Tajo en su orilla oriental. Pertenece a la comarca de Torrijos y linda con los términos municipales de Lucillos al norte, Cebolla al este, La Pueblanueva al sur separado por el Tajo y Cazalegas al oeste, todos de Toledo.
Tiene un clima continental suavizado por el río lo que hace sus terrenos muy fértiles y aptos para la agricultura y la ganadería.

## Historia
Se desconoce su fecha de fundación pero podría haber sido fundado por Alfonso el Batallador, rey de Aragón, Navarra, León y Castilla, toda vez que repite el nombre de la capital familiar de dicho rey. 
(Castillo de Montearagón).
A mediados del siglo XIX tenía 117 casas y una escuela dotada con 1100 reales a la que asistían 70 alumnos de ambos sexos. El presupuesto municipal ascendía a 4000 reales de los cuales 1100 eran para pagar al secretario.
Durante muchos años hubo una barca que comunicaba las dos orillas del río Tajo, existía el oficio de "barquero". En la actualidad quedan los restos de las construcciones. El entorno era conocido como el "Pico de la Isla".
Durante la Guerra Civil fue frente, con el río Tajo como límite de los dos bandos. En la zona donde se encontraba la barca queda un fortín, construido por el bando sublevado, que actualmente está dentro de una propiedad particular.

## Demografía
Cuenta con una población de 588 habitantes (INE 2024).
| Gráfica de evolución demográfica de Montearagón entre 1842 y 2021                                                     |
| |
| Población de derecho según los censos de población del INE. Población de hecho según los censos de población del INE. |

Desde los años 1960 Montearagón ha sufrido una paulatina despoblación al igual que la mayoría de municipios de la zona. En los últimos años se observa una lenta recuperación debido fundamentalmente a la creación de nuevas empresas agroalimentarias, principalmente de vino, por el que este municipio es regionalmente conocido.

## Administración

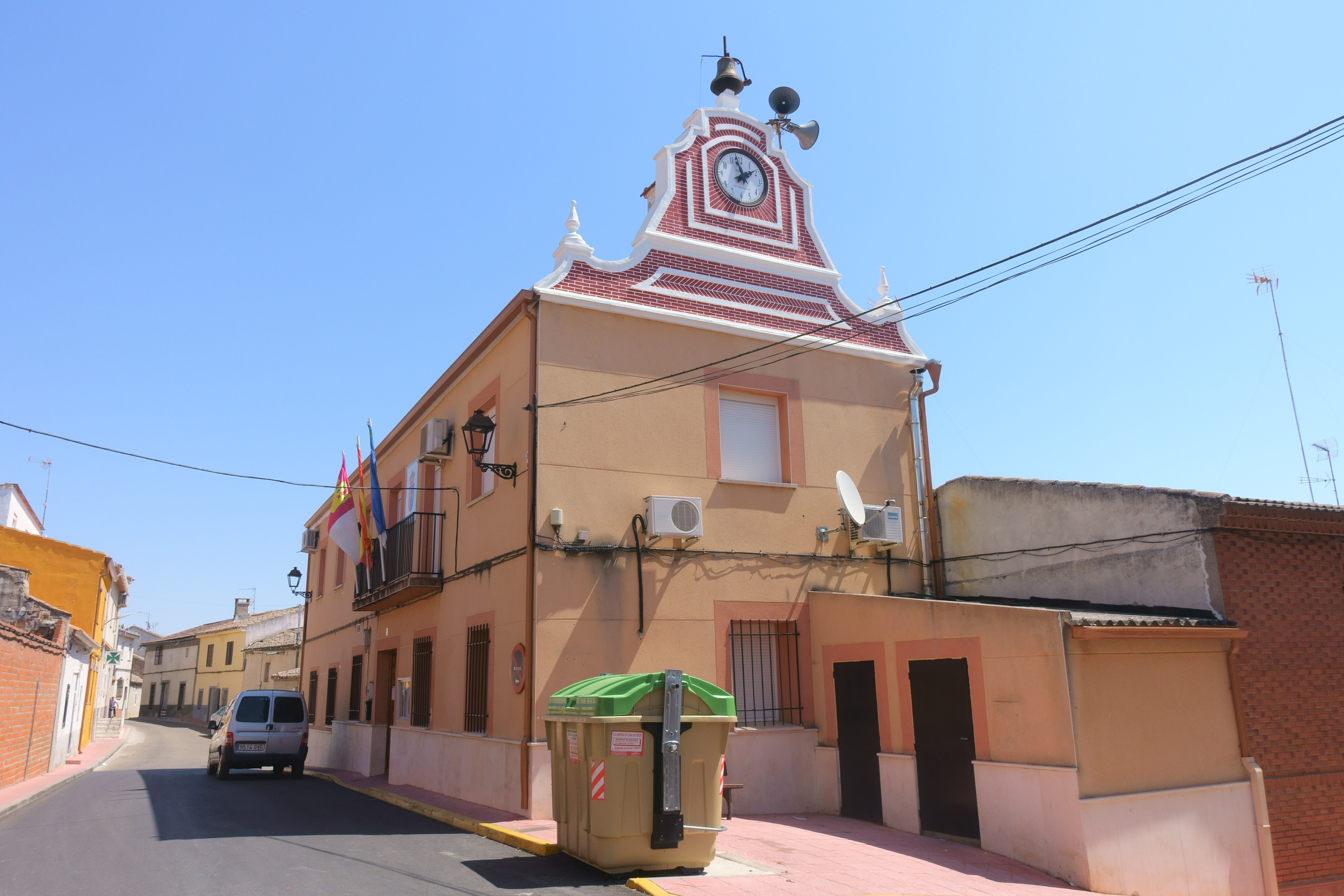
Casa consistorial

| Periodo   | Nombre                | Partido |
| --------- | --------------------- | ------- |
| 1979-1983 | José Pérez Flores     | PSOE    |
| 1983-1987 | José Pérez Flores     | PSOE    |
| 1987-1991 | José Pérez Flores     | PSOE    |
| 1991-1995 | José Pérez Flores     | PSOE    |
| 1995-1999 | Teodoro Jiménez Pérez | PSOE    |
| 1999-2003 | Teodoro Jiménez Pérez | PSOE    |
| 2003-2007 | Teodoro Jiménez Pérez | PSOE    |
| 2007-2011 | Teodoro Jiménez Pérez | PSOE    |
| 2011-2015 | Teodoro Jiménez Pérez | PSOE    |
| 2015-2019 | Teodoro Jiménez Pérez | PSOE    |

## Patrimonio

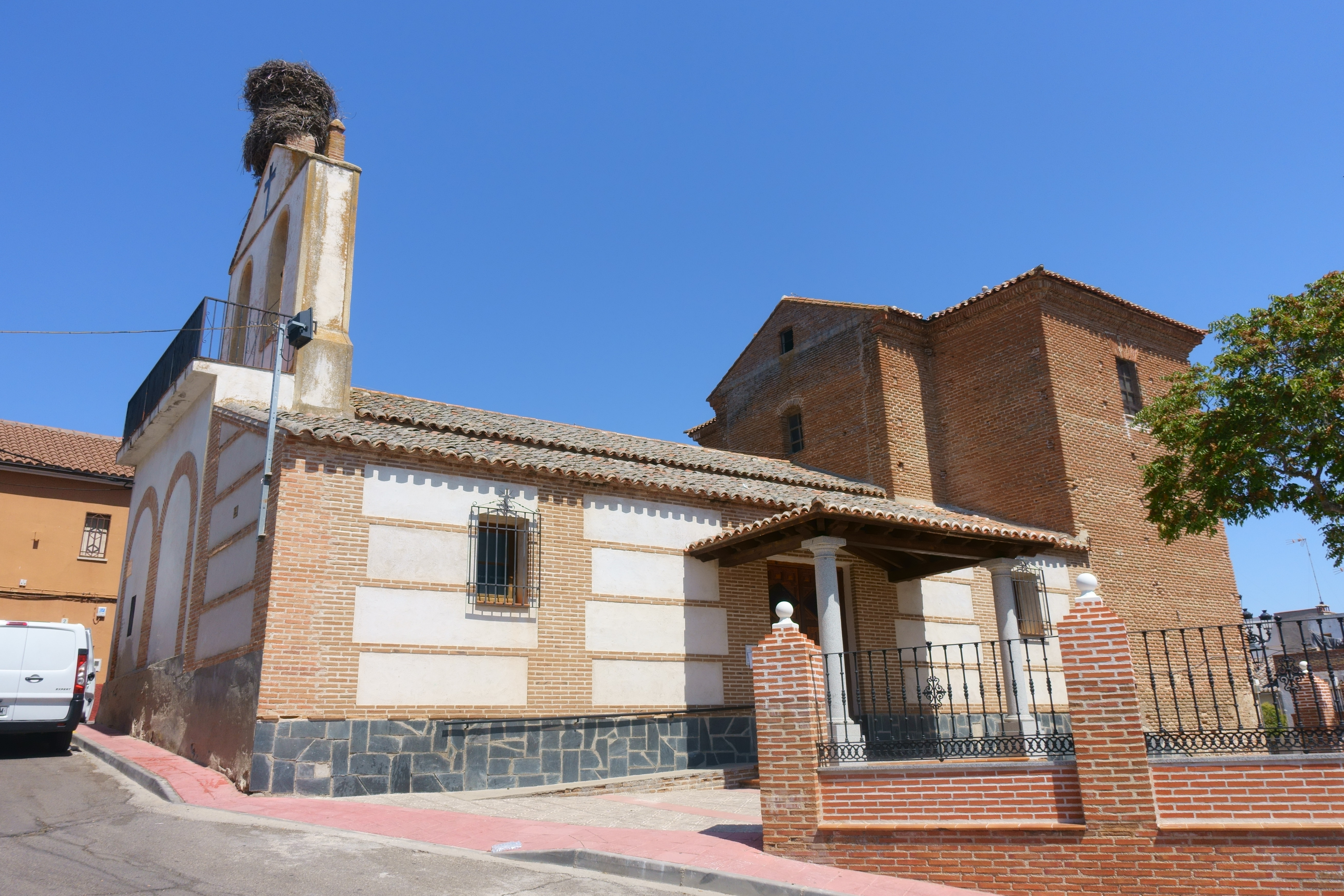
Iglesia de San Miguel Arcángel

- Iglesia parroquial de San Miguel Arcángel, con su nido de cigüeña, uno de los más grandes de Castilla-La Mancha.
- Escultura de San Sebastián, que llegó del despoblado de Brujel.

## Fiestas
- 13 de junio: San Antonio de Padua. Se celebra el sábado más cercano a esta fecha con Santa Misa, solemne procesión, pujas, refrescos y verbena popular.
- Primer domingo de agosto: Fiesta Mayor. Durante toda la semana se celebran distintos actos culturales con teatros y grupos de baile y el viernes, sábado y domingo hay Misa, procesión, refrescos y comida para todo el pueblo, fuegos artificiales, verbena popular y discoteca móvil por las noches.
- 29 de septiembre: San Miguel Arcángel. En los últimos años, a finales de septiembre y el fin de semana más cercano a esta festividad de San Miguel, se viene celebrando una feria Medieval de gran repercusión en los alrededores. Se puede disfrutar de artesanía y diversos espectáculos para niños y mayores, así como degustar una gran cantidad de vinos, refrescos, aperitivos y dulces que los vecinos tienen el placer de ofrecer a todos los visitantes.
- 7 de octubre: Nuestra Señora del Rosario.